# حبين
قرية حبين وهي قرية تقع بين مدينتي عنة وراوة وتقع في محافظة الأنبار غرب العراق، وتقسم إلى حبين الشرقية وحبين الغربية. أغرقت تماما بالماء بعد إنشاء سد حديثة على نهر الفرات في ثمانينيات القرن الماضي. 